# Каспер Цецішовський
Ка́спер Казімеж Цецішо́вський гербу «Колюмна» («колона») (пол. Kasper Kazimierz Cieciszowski; 1745, Озорув, Мазовія — 1831, Луцьк) — польський шляхтич, римо-католицький релігійний діяч. Перший єпископ Луцько-Житомирської дієцезії. Могилівський архієпископ і митрополит усіх римо-католицьких костелів у Російській імперії. Представник роду Цецішовських.

## Біографія
Народився 1745 року в Озоруві (Мазовія). Його батько Домінік був підчашим литовським.
З дитинства відчуваючи покликання до духовності, у 1760 році виїхав до Риму, де поступив у Семінарію Пропаганди з наміром посвячення місійній праці на Сході. Був відмінним семінаристом, відзначався глибокою й щирою побожністю, а також старанністю. Єрейські свячення отримав 1764 року з рук папи Климента XIII, котрий вділив йому «диспензи». Ще під час навчання в Римі був призначений варшавським колегіатським каноніком.
Після повернення до краю став титулярним єпископом Tebasty in part. inf., а також коад'ютором «cum iure successionis» (з правом наступництва) київського єпископа Францішека Оссолінського. У 1780 р. став офіціялом варшавським і мазовецького князівства («vicarius in spiritualibus et officialis Varsaviensis ac per Ducatum Masoviae generalis»). У 1781 р. став мехувським абатом і збучинським парохом, але в короткому часі зрікся з цього бенефіціуму.
Після смерті єпископа Ф. Оссолінського Цецішовський як його наступник склав перед королем Станіславом Августом сенаторську присягу й 16 липня 1785 р. відбув урочистий інґрес до Житомирської катедри. Мав прикрий конфлікт із о. Гуґо Коллонтаєм, котрий в сеймі домігся призначення доходів Мехувського абатства на користь Краківського університету. Захищаючи свої права, єпископ Цецішовський одержав, на підставі відшкодування, 25000 злотих. Йому не йшлося про власну користь, а про костели убогої київської дієцезії, яка потребувала пильної фінансової підтримки, і одержану суму єпископ Цецішовський призначив на цю ціль.
На новій станиці єпископ К.-К. Цецішовський розвинув енергійну пастирську діяльність. Добирався до найвіддаленіших закутків дієцезії. Під час генеральних візитацій було зроблено детальні описи костелів та монастирів, які і наразі мають історичну цінність.Звертав увагу на навчання духовенства й освіту людей. Особливою опікою оточував житомирську духовну семінарію, покликану до існування в 1785 році. Часто зустрічався з семінаристами, керував їх навчанням і уклав їм семінарійний устав. Будучи сенатором Речі Посполитої, мусив не раз на довший час виїжджати до Варшави. Тому що, як сам про себе говорив, «не був статистом ані політиком», зробив своїм секретарем, пізніше широко відомого, отця Яна-Павла Воронича, котрий по його вказівках редагував виступи на сеймі й пастирські листи. За участь у працях військового департаменту король Станіслав Август Понятовський нагородив його орденом Білого Орла.
Під час засідання Великого Сейму ревно боронив права Церкви, забираючи голос у справі духовних фундацій, унії, толерантності, і так званого «забезпечення віри». У 1792 році виєднав рішення палат, за яким призначені відповідні фундації на будову нових 24 костелів на Київщині та Брацлавщині. Однак пізніші події не дали можливості виконання цього рішення.

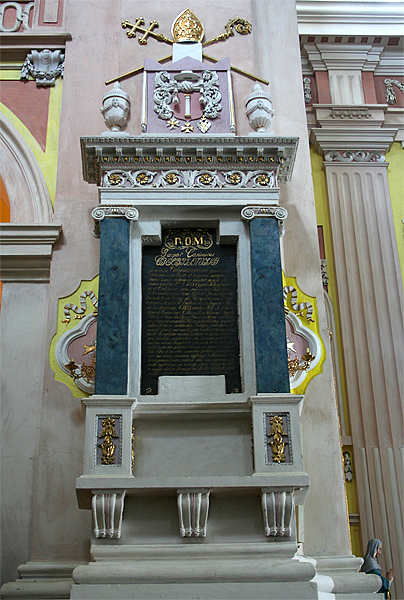
Епітафія К. Цецішовському в Луцькій катедрі

Щиро підтримував Конституцію 3 травня, в якій бачив найпевнішу запоруку відродження батьківщини. Після її проголошення видав 10 травня 1791 р. пастирський лист, у якому наказав відправлення у своїй дієцезії молитов у честь нового закону. Коли в 1795 році на землях Київської, Кам'янецької і Луцької дієцезій, які були під російською владою, Катерина II створила два нових єпископства — Пінське й Летичівське — його призначили пінським єпископом із резиденцією в Житомирі. Але існування цих двох дієцезій було ефемерне. У 1798 році апостольський нунцій Лаврентій Літта заклав Луцько-Житомирське єпископство, яке утворилося зі з'єднання двох давніх дієцезій — Луцької і Київської. Першим її пастирем був єпископ К. Цецішовський, котрий 26 вересня 1798 р. відбув інґрес. Одразу після утворення цієї нової дієцезії К. Цецішовський перейшов до Луцька і її правління в цьому місті. Як написав єпископ М. Ґодлєвський, ці роки належать до найпрекрасніших його життя. Невтомний у праці, ревний пастир збудив релігійний дух серед вірних, підняв моральний і розумовий рівень духовенства. Своєю діяльністю вплинув на розвиток польського шкільництва на Волині. Тадеуш Чацький говорив про нього, що був «колоною народної освіти в своїй пастві».
Коли в 1825 році відзначали 50-ти річчя його єпископської хіротонії, у ювілейних урочистостях взяли участь представники верств суспільства. Із Бердичева приїхав рабин із делегацією, щоб від імені єврейського народу скласти побажання й виразити вдячність за допомогу під час зарази 1787 року. Був людиною великого характеру, чуйним отцем для духовенства й вірних у своїй дієцезії. Однак не відважувався на енергійні протести проти царських розпоряджень, які обмежували Церкву, внаслідок чого цар Микола І не вважав його як небезпечну особистість.
Коли на старість став немічним, після смерті Сєстшеньцевича, цар Микола І, указом від 27 березня 1827 р., призначив його могилівським архієпископом і митрополитом усіх римо-католицьких костелів у російській імперії, не вимагаючи при цьому виїзду з Луцька й дозволяючи на те, щоб мав заступника на посаді голови римо-католицького Колегіуму в Петербурзі. В останні роки свого життя архієпископ Цецішовський втратив зір, втратив силу і не володів ногами. За декілька місяців перед смертю, уже після вибуху Листопадового повстання, до його фізичних страждань приєдналися ще моральні страждання з причини наклепів, ніби-то колись приступив до Торговиці і ніби-то на наказ Миколи І оголосив пастирський лист, який засуджував повстання.
Помер у похилому віці у Луцьку 28 квітня 1831 року. Був похований у Луцькій латинській катедрі.